# トヨタ・ソアラ
ソアラ（SOARER）は、トヨタ自動車がかつて販売していたクーペ型の高級乗用車である。

## 概要
ソアラの開発は初代発売5年前の1976年までさかのぼる。すでにこの時期日本車は海外、特にアメリカ合衆国で高い評価を得ていたが、それは小型大衆車だけの話であり、上級車種についてはさほど評価を得られていなかった。また、アメリカやヨーロッパ市場においては地元企業保護のために輸出台数規制が敷かれており、利幅の大きい上級車種の投入による収益増加が必要とされていた。
折りしも排出ガス対策などが一段落し、トヨタ社内からも「2000GTのような新しいイメージリーダーが欲しい」という声が上がっていたことから、世界レベルで通用する高級車、具体的にはメルセデス・ベンツ・SLクラスやBMW・6シリーズといったヨーロッパの高級GTカーを目標に開発された。
日本の高級パーソナルカー市場では日産・レパードが1980年（初代ソアラ発売の前年）に登場していたが、レパードが従来型の直列6気筒および直列4気筒SOHCエンジンを搭載していたのに対して、ソアラでは全グレードにおいて直列6気筒エンジン搭載とし、さらにトップグレードにはDOHCを採用するなど、性能面で優位に立った。これによってソアラは高級パーソナルクーペとしてのブランドイメージを向上させ、市場でのセールスにおいて一人勝ちの状態となった。同じ車格の2ドア車であったクラウン2ドアハードトップはソアラの成功を見届け、1983年（昭和58年）をもってラインナップから消滅した。
また、ソアラはトヨタ自動車の先端技術の多くを初採用したイメージリーダーカーでもあった。初代で採用されたTCCS、ECT、TEMS、エレクトロマルチビジョンや、2代目で採用されたスペースビジョンメーター、エアサスなどの技術は、現在のトヨタ車にも進化しながら採用され続けている。
ソアラは当初から海外への輸出を念頭に開発された車種ではあったが、当時のトヨタはセリカの兄弟車であるセリカXX（輸出名スープラ、1986年以降は日本国内でも同名に変更）を海外で販売していたこともあり、同車との販売面を含めた差別化が図れず、初代および2代目は海外では販売されなかった。海外で販売されるのはレクサスブランドの誕生後、V型8気筒エンジンがラインナップに加えられた3代目からとなる。

## 初代 Z10型（1981年-1986年）
- 1980年（昭和55年）、「大阪国際モーターショー」で「EX-8」の名称で参考出品される。
- 1981年（昭和56年）2月に「ソアラ」が発売され、グリフォンをイメージしたエンブレムが付けられる。生産はトヨタ自動車田原工場。キャッチコピーは、「未体験ゾーンへ。」「SUPER GRAN TURISMO」。
  - 第2回'81-'82日本カー・オブ・ザ・イヤーを受賞。
  - 操作にタッチパネルを用いたマイコン式オートエアコン、走行可能距離、目的地到着時刻をマイコンにて自動演算するドライブコンピューターなどが上級車種に採用された。
  - エンジンは2800ccとなるGT系に5M-GEU、2000ccのVX、VR、VII、VIには1G-EUを搭載。ソアラ用に新規開発されたツインカムエンジンの5M-GEUは、SOHCの5M-EUのブロックにアルミ製ツインカムヘッドを乗せたもので、馬力で+25psの170ps、トルクで+0.5kg/mの24.0kg/mを出力（JISグロス値）。カム駆動をタイミングチェーンからタイミングベルトに変え、カムとバルブの隙間を常に油圧によってゼロに保つラッシュアジャスターを採用（1G-EUと同等のもの）。
  - 2種のエンジンに組み合わされるトランスミッションは5速マニュアルと4速オートマチックで、1G-EUと組み合わされたA42DL型オートマチックトランスミッションはオーバードライブの4速時にロックアップクラッチを作動させる2ウェイオーバードライブ機構を採用。
  - 2800GTエクストラには当時流行の音声警告機能であるエレクトロニックスピークモニターを装備（キー閉じ込み防止、ライトの消し忘れ、パーキングブレーキ戻し忘れ、半ドア、給油の5項目を警告）。また、クルーズコントロールも装備されている。内外装を全てブラウン系の色でコーディネートしており、窓ガラスもブロンズカラーにしようとしたところ旭硝子・日本板硝子の両社が対応できず、わざわざフランスのサンゴバン社からブロンズガラスを輸入して加工した[2]。
  - VII以上はトヨタ初となる回転数感応型パワーアシスト付ラックアンドピニオンステアリングを採用。
  - サスペンションは全グレード4輪独立懸架（前マクファーソンストラット、後セミトレーリングアーム式サスペンション）で、ブレーキは4輪ディスクタイプを採用。GTグレードとVRには日本車初となる4輪ベンチレーテッドディスクが採用され、ばね定数を高めたサスペンションとタイヤは195・70HR14サイズのミシュランXVSとの組合せとなる。
  - 従来の白塗装より明度を大幅に上げた「スーパーホワイト」のボディカラーを初採用。これは関西ペイントの提案によるもので、従来の混流生産で避けられなかった乾燥時のミストを除去する特殊なフィルタリング設備を導入したことで実現した。
- 1981年（昭和56年）7月にはM-TEU型直6SOHC・2,000ccターボ（145ps・21.5kg/m）を搭載する2000VRターボ・2000VIIターボを追加。
- 1982年（昭和57年）3月[3]の部分改良で5M-GEU搭載のAT車に変速を電子制御にて行うECTおよびエンジンをコンピューターで統合制御するTCCSを同時に採用。最廉価モデルである2000VIが廃止になり、全グレードがデジタルメーターとなった。専用本皮バケットシート、テクニクス製オーディオ、車速感知式オートドアロック、専用カーペット、照明付バニティーミラー、ESC（後輪のみアンチロック制御のABS）及びヘッドライトウォッシャー、リヤワイパーなどを標準装備、専用2トーン色などを特別に奢られた最上級グレードの2800GTリミテッドを追加。またオーディオのイルミネーションにもオン・オフスイッチがあった。AMラジオの周波数は上限1,602kHz付近であり、ハイウェイラジオの1,620kHzには対応されていない。
- 1983年（昭和58年）2月[4]にマイナーチェンジを行い、新たに1G-GEU搭載の2.0GTが追加されM-TEU搭載車はグレード名として「2.0ターボ」に統合された。2800GTエクストラは廃止された。内外装に大幅な変更が行われ、外装では前後バンパー、モール、グリル、テールランプのデザインが変更されて全長が20mm延長され前輪揚力係数の低減を実現している。内装では2800GTリミテッドのみ採用だったバケットタイプのシートを2.0GTおよび2.0ターボに拡大採用（2.8GTにオプション）。内装飾の変更、新デザインのデジタルメーター。左右ドアにポケットの追加。ステアリングホーンパッドの意匠変更などである。
  - ショックアブソーバーの減衰力をマイコンで自動制御（スイッチにより任意に切り替えも可能）するTEMSが2.8GT、2.8GTリミテッドに採用された。タイヤは60扁平タイヤが認可されたため205/60R15サイズが2.0ターボおよび2.0GT、2.8GT系に採用されホイールも新デザインの15インチにサイズアップされた（VII、VR、VXは前年と変更なし）。GTリミテッドのみピレリP6が装着された。また、スペアタイヤに認可されたTタイプ応急用タイヤ（現在使用されている薄型のタイヤ）を採用しトランク容量が増加。60扁平タイヤ採用に伴いボディ剛性の向上が図られた。
  - エンジンは1G-GEU型直6DOHC・2,000cc（160ps・18.5kg/m）がラインアップされ、M-TEU型は水冷インタークーラー装着により160ps、23.5kg/mとなる。TCCSは5M-GEU搭載車をはじめ、1G-EU、M-TEU、そして新たに採用された1G-GEUに採用を拡大。
- 1984年（昭和59年）1月[5]の部分改良で電動ドアミラー（格納は手動）が設定され、AT車のノブ形状が変更されオーバードライブスイッチが付く。エクステリアではフロントおよびリヤスポイラーがオプション採用。5M-GEUエンジンは圧縮比を8.8から9.2に上げ175ps、24.5kg/mとなった。
- 1985年（昭和60年）1月[6]の部分改良では、2.8Lの5M-GEUから新たに3Lの6M-GEU（190ps、26.5kg/m）が搭載（MZ12型）された他、1G-EUがバキュームセンサーを採用、圧縮比アップにより130psにパワーアップが可能となった。
  - 「トヨタ エレクトロ マルチビジョン」を3.0GTリミテッドのAT車にオプション。小型ブラウン管による地上アナログテレビ、タコメーター表示、シフトポジションを表示する他、燃費、オイル交換時期などのメンテナンス時期、ダイアグノーシスを表示する。外観上ではトランクフード脇の左右2本のテレビ受信用のオートアンテナが特徴。
  - 3.0GT系のアルミホイールのデザインが変更された他、フロントブレーキディスクの大径化（14インチから15インチに）を実施。

販売終了前月までの新車登録台数の累計は8万7973台。

### 年表
1981年　(昭和56年)　2月、発売。
1982年　(昭和57年)　3月、部分改良を実施。
1983年　(昭和58年)　2月、マイナーチェンジを実施。
1984年　(昭和59年)　1月、部分改良を実施。
1985年　(昭和60年)　1月、部分改良を実施。
1985年　(平成60年)　12月、生産終了。
1986年　(昭和61年)　1月、販売終了。

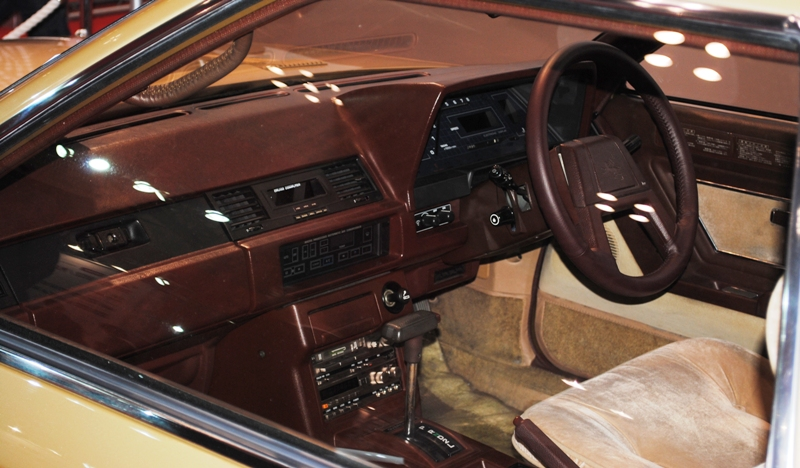
2800GT エクストラ 車内
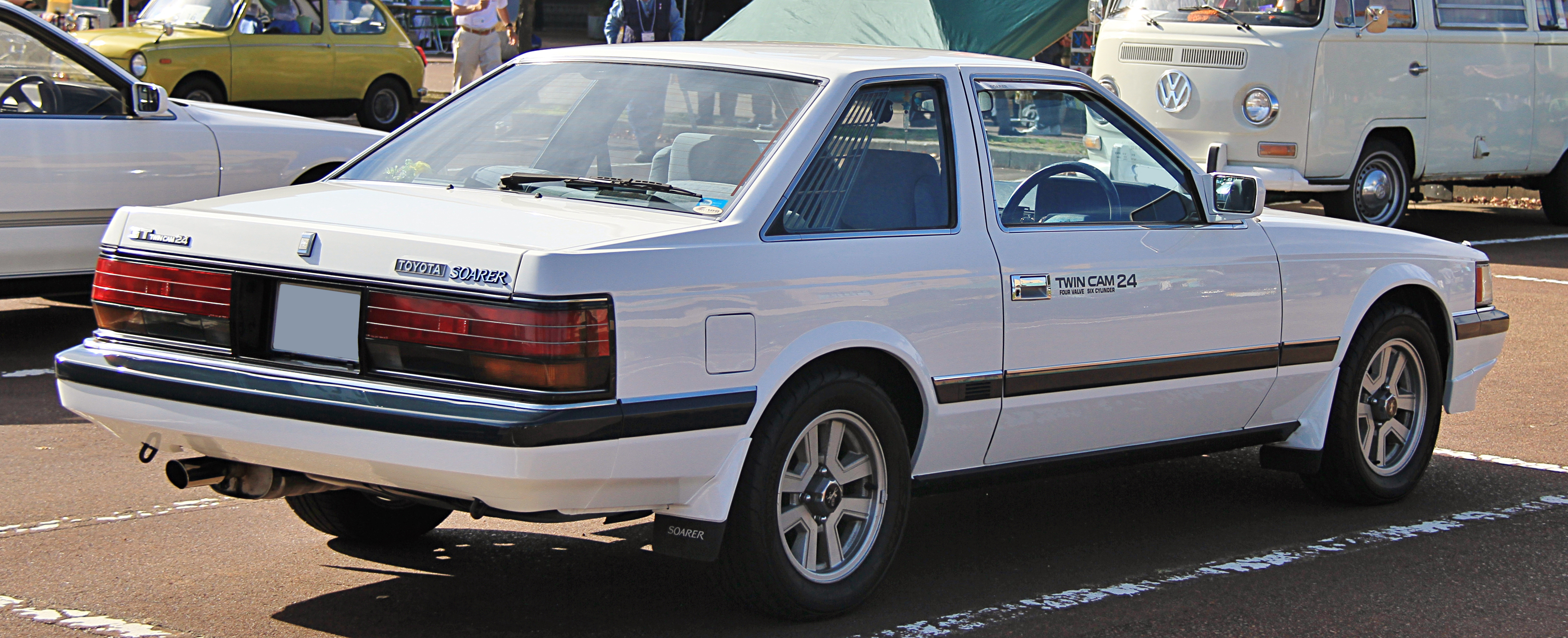
後期型 2.0GT リア

## 2代目 Z20型（1986年-1991年）
- 1986年（昭和61年）1月発売。キャッチコピーは「世界にひとつ、日本にソアラ。」。「SUPER GRAN TURISMO」は先代からの流用。
  - 先代のスタイルを継承し、曲線を巧みに取り入れた。販売時期がバブル景気と重なったため高価格にもかかわらず販売は好調で、発売から約5年間で30万台以上を売り上げる大ヒット作となった。グレードは下からVZ、VX、2.0GT、2.0GTツインターボ、3.0GT、3.0GTリミテッド。
  - エンジンラインナップは2,000ccが1G-EU、1G-GEU、1G-GTEU、3,000ccが7M-GTEUをラインアップ。2代目ソアラ用に新規開発された7M-GTEUは6M-GEUを1気筒あたり4バルブとしたDOHCヘッドの採用とともに、ターボチャージャーと空冷インタークーラー装着により当時日本のメーカーでは最高の230PS/33.0kg・m(SAEネット値)を発生していた。
  - サスペンションはトヨタとしては2000GT以来の4輪ダブルウィッシュボーンサスペンションを採用。電子制御サスペンションTEMSを継続採用すると共に、3.0GTリミテッドのエレクトロマルチビジョン装着車にオプションで金属バネの代わりに空気のバネを採用した電子制御式エアサスペンションを世界で初めて搭載し、話題となった。
  - デジタルメーターを虚像表示としたスペースビジョンメーター。車速感応型パワーステアリング。4輪ESC（ABS）、エアコン、ラジオ、カセットの3モードを1枚の液晶タッチパネルに切り替え表示できるマルチコントロールパネルなど、先端技術も積極採用された。
  - フロントドアは、開いたときにヒンジ側がボディ外側に膨らみながら開く「イージーアクセスドア」となっており、ドアが大きな２ドアクーペながらも狭いスペースでの乗り降りが容易となるように工夫されている。
  - 「エレクトロマルチビジョン」は、付属のデータカセットテープをロードすることで「車両装備の取扱い説明」「高速道路地図」の画像をディスプレイに表示するものだった。
- 1987年（昭和62年）1月、7M-GTEU搭載車に5速M/T追加。7M-GTEU搭載車用M/Tクラッチは日本初のプル式クラッチスプリングを採用。1G-GEUはノックセンサー追加、バルブタイミング、インテークマニホールドの変更などにより16.5kg・mから17.6kg・mにトルクアップ。後席中央に2点式シートベルトの追加、パーキングランプ廃止、2.0GTツインターボにTEMS装備のエクストラ仕様追加などの小変更を実施。
- 1988年（昭和63年）1月、マイナーチェンジ。内外装を変更し後期型となる。最廉価グレードのVZ廃止、代わって2,000cc最上級グレードとなる2.0GTツインターボL追加。
  - 7M-GTEU、1G-GTEUはプレミアムガソリン仕様になり240PS/35.0kg・m（7M-GTEU）200PS/28.0kg・m（1G-GTEU）へ出力アップ。
  - 性能向上に対応するかたちで全てのグレードでサスペンションの強化が実施された。
  - 内装の変更点は、タッチ操作のマルチコントロールパネルを廃止しボタン式のエアコンコントロールパネルに変更。ステアリングの意匠変更。デジタルメーターのデザイン小変更等。
  - 外装では、フロントグリル、テールランプのデザイン変更。エアロバンパーのフォグランプ内蔵化。リヤスポイラーの形状変更（ウイングタイプからLEDハイマウントストップランプ内蔵のダックテールタイプに）。
  - ワイヤレスリモートドアロック。12連奏CDチェンジャー。自動車電話（ハンズフリー機能あり）などを新たに採用。
- 1989年（平成元年）1月、VXに1G-EU（105PS）に変わり、80系マークIIで新規採用されたハイメカツインカムの1G-FE（135PS）採用。1G-GEUはバルブタイミング変更およびピストン形状変更により圧縮比を9.1から9.5に上げ、140PS/17.6kg・mから150PS/18.6kg・mに。1G-GTEUはタービンとバルブタイミング変更により200PSから210PSへそれぞれ出力アップし、1G系エンジンすべてに改良が実施された。
  - アルミホイールの意匠変更実施。GTツインターボ以上のグレードには左右輪対称デザインが採用された（左右対称であるためホイールの品番が左右で異なる）。
  - パイオニア製DAT（デジタルオーディオテープ）対応プレーヤーの採用。
  - A/T車全車にシフトロック機構採用。
- 1989年（平成元年）4月、限定車（500台）として3.0GTをベースにした電動折りたたみ格納式メタルトップ採用のエアロキャビン発売。後席はメタルトップ収納スペース確保のため廃止され2名乗車となり、本来3.0GTに設定のない本皮革のスポーツシートが奢られている。全車ATのみの設定。
- 1990年（平成2年）4月、3.0GTリミテッドに熱反射ブロンズガラス採用。3.0GTおよび2.0GTツインターボLのスポーツシート（バケットタイプ）およびドアトリムにスエード調表皮のエクセーヌをオプション設定。CDプレーヤーおよびチェンジャーを改良し8cmCDに対応。
- 1991年(平成3年) 4月[8] 、生産終了。在庫対応分のみの販売となる。
- 1991年(平成3年) 5月、3代目と入れ替わって販売終了。販売終了前月までの新車登録台数の累計は14万2247台[9]

### 年表
1986年　(昭和61年)　1月、発売。
1987年　(昭和62年)　1月、小変更を実施。
1988年　(昭和63年)　1月、マイナーチェンジを実施。
1989年　(平成元年)　1月、改良を実施。
1989年　(平成元年)　4月、限定車としてエアロキャビンを発売。
1990年　(平成2年)　4月、改良を実施。
1991年　(平成3年)　4月、生産終了。
1991年　(平成3年)　5月、販売終了。

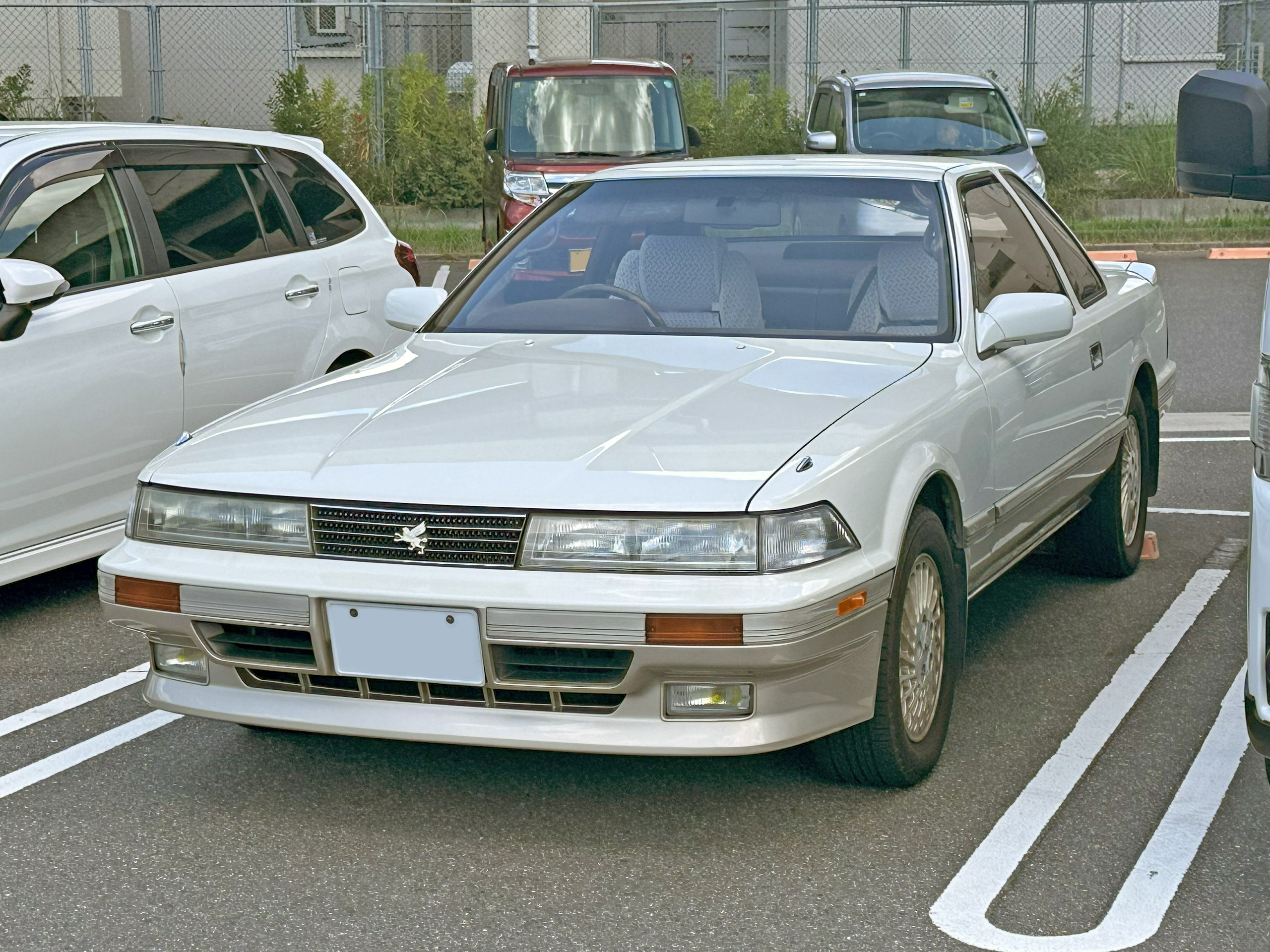
エアロキャビン
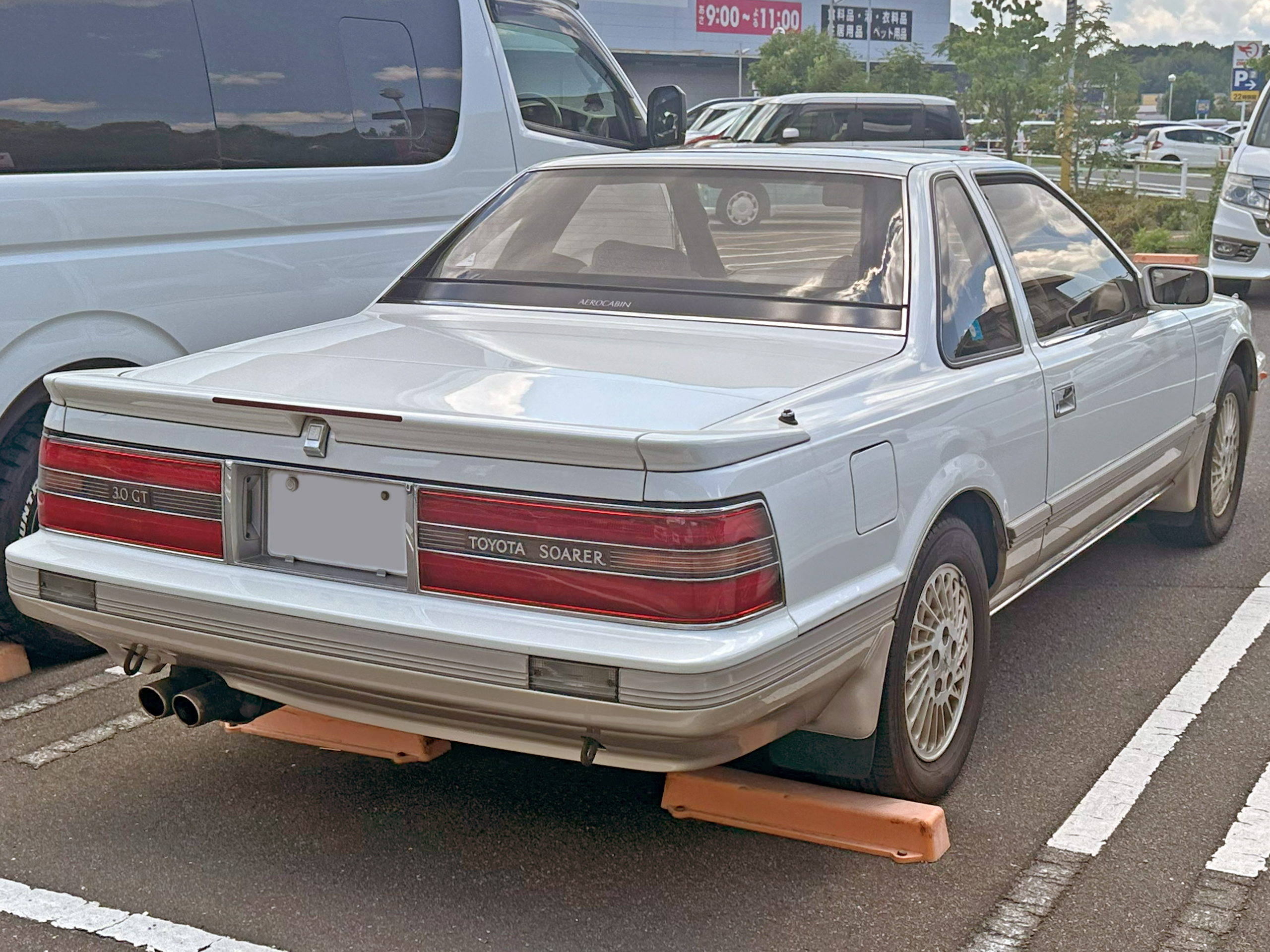
エアロキャビン リア
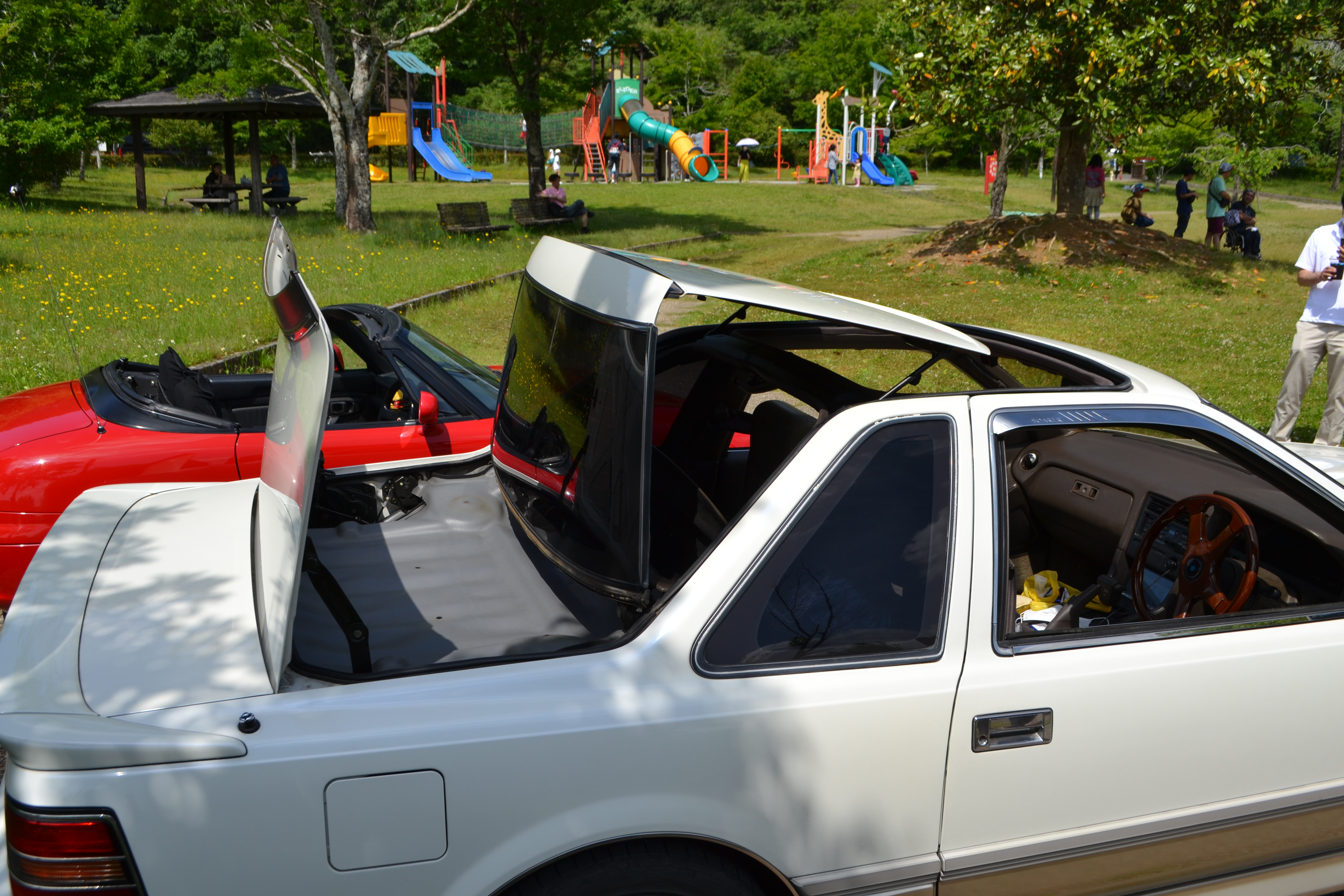
エアロキャビン メタルトップ

## 3代目 Z30型（1991年-2001年）
- 1991年（平成3年）5月、フルモデルチェンジ。全車3ナンバーサイズとなる。生産はトヨタ自動車元町工場。アメリカで展開を開始したレクサスブランド向けのクーペとして開発されたため、スタイルが初代～2代目と続いたキープコンセプトから大きく変容したことに加え、バブル崩壊に伴う高級車・クーペ需要の減退などもあり、日本での販売は歴代モデルに比べ低調となってしまった。
  - 3代目ソアラのデザインはカリフォルニア州のデザインセンター「CALTY」で行われた。このため、日本国外ではレクサスブランドから「SC」の初代モデルとして販売された。
- 初代から続けられていたプレスドアは先代同様4リンク式ドアヒンジが引き継がれるも、センターピラー部がブラックアウトされた。既存ユーザーの代替需要と上級輸入クーペ市場への対抗馬というの二つの役割を一手に引き受けるという販売戦略上、当時の希望販売価格で326万9000円～と高価格帯の設定となり、アクティブサスペンション装着車は745万0000円（非装着車のリミテッドの約200万高）というワイドレンジであった。
  - エンジンは、マークIIなどに搭載されている1JZ-GTE型直6・DOHC・2,500ccツインターボ（280ps）とセルシオなどに搭載されている1UZ-FE型V8・DOHC・4,000cc（260ps）を採用。
  - コーナー時に車体をほとんどロールさせないアクティブサスペンション仕様車を設定。同仕様車には4WSも装備された。
  - グレードは2.5GTツインターボ・2.5GTツインターボL・4.0GT・4.0GTリミテッドの4種類。
  - トランスミッションは4.0GT系には4速AT、2.5GT系には4速ATと5速MTが設定された。
- 1992年（平成4年）5月の小変更ではアクティブサスペンション仕様車にもサンルーフが設定されるようになった。また、耐擦り傷性を向上させた黒のボディカラーが追加され、4.0GTリミテッドのフロントシートにシートヒーターを標準装備した。
- 1994年（平成6年）1月にマイナーチェンジを行う。このモデルは中期型と呼ばれる。フロントバンパーとテールライト・16インチアルミホイールのデザインを変更。
  - グレード名称を4.0GTリミテッドを4.0GT-L、2.5GTツインターボを2.5GT-Tへ変更。コイルサス仕様の4.0GTを廃止。4.0GTに換えて2JZ-GE搭載の3.0GTが登場した。トルセンLSDを全車にオプション設定した。
- 1995年（平成7年）5月の小変更では1UZエンジンの改良で5psと1.0kg-mアップの265ps/37.0kg-mとなる。ボディーカラーにワインレッドマイカを新設定。サイドストライプテープやグレーメタリック色の15インチアルミを採用。
- 1996年（平成8年）8月、マイナーチェンジを行う。ここからは後期型と呼ばれる。
  - 外装・メカニズムを含めた大掛かりなリニューアルを行なう。フロントバンパーに小型のグリルが設けられた他、サイドマッドガードが追加され、リアバンパー、リアコンビネーションランプ・リヤスポイラーのデザインも変更された。
  - ABSと運転席・助手席エアバッグを全グレードに標準装備。
  - 2.5LモデルのエンジンはJZX100系と同様にVVT-iを採用しシングルターボとなった。
  - 2.5GT-T LパッケージはピエゾTEMSに替えてスカイフックTEMSを採用。5速MTは2.5GT-Tの標準仕様のみに設定。
  - 4.0LモデルはEMVを標準装備とし、アクティブサスペンション仕様車を廃止。
  - 3.0LモデルにSパッケージ（スポーティーチューンドサスペンション、16インチタイヤホイール（ホイールデザインは2.5GT-Tと共通）、リヤスポイラー&リヤワイパーを標準装備、ボディカラー問わずブラックの内装色）追加。
- 1997年（平成9年）8月の小変更では4.0Lモデルを廃止。全車にブザー反応のスマートエントリーが標準となる。3.0Lモデルの2JZ-GEエンジンにVVT-iが採用され、パワーアップと低燃費化が図られた。また、3.0GT-Gパッケージには新たに本革シートがオプション設定された。
- 1998年（平成10年）8月　ボディーカラーのスーパーホワイトパールマイカ（メーカーオプション）・ブルーイッシュシルバーメタリックを廃止しホワイトパールマイカ（メーカーオプション）・シルバーメタリックを追加。
- 1999年（平成11年）8月の小変更で、3.0GTおよび3.0GT-Gパッケージも16インチのタイヤを標準装備し、2.5GT-Tと同じブレーキを装着。
- 2001年（平成13年）3月[10]に後継モデルであるZ40系の登場を控え、生産を終了。在庫対応分のみの販売となる。
- 2001年 (平成13年) 4月に4代目と入れ替わる形で販売終了。販売期間中の新車登録台数の累計は6万4382台[11]
- 販売期間は約10年でおよそ5万台と振るわなかったもののハイパワーFRクーペというコンセプトから後にD1グランプリで使用され、チューニングカー愛好者の間で普及したが、純正MT車が希少のため、ミッションを載せ替える改造を施した個体が多かった。

### 年表
1991年　(平成3年)　5月、発売。
1992年　(平成4年)　5月、小変更を実施。
1994年　(平成6年)　1月、マイナーチェンジを実施。
1995年　(平成7年)　5月、小変更を実施。
1996年　(平成8年)　8月、マイナーチェンジを実施。
1997年　(平成9年)　8月、小変更を実施。
1998年　(平成10年)　8月、ボディーカラーバリエーションの変更。
1999年　(平成11年)　8月、小変更を実施。
2001年　(平成13年)　3月、生産終了。
2001年　(平成13年)　4月、販売終了。

## 4代目 Z40型（2001年-2005年）
コンセプトモデルは1999年（平成11年）、東京モーターショーに、「レクサスブランド開業10周年記念車」として展示された「レクサス・スポーツクーペ」が始まりである。市販モデルは、2001年（平成13年）4月に日本で発売された。デザインはフランスにあるトヨタのデザインスタジオ「ED2」（旧・EPOC）において行われ、ギリシャ人デザイナーであるソリティス・コヴォスが担当した。
ボディ形状は電動格納式ハードトップを持つコンバーチブルである。乗車定員は4名だが、後席の空間はこれまでのソアラでも最も狭いものとなった。これは、アメリカで2シーター扱いになることを避けるためのものだった。エンジンは、30系セルシオと共通の3UZ-FE型V8・DOHC・4,300cc（280ps）が搭載され、3代目モデルまで存在した直6エンジン搭載モデルは廃止された。変速器は5速ATのみであった。また、トヨタブランド車としては初めて、18インチのアルミホイールとタイヤが装備され、同じくトヨタブランド車初となったランフラットタイヤもオプション設定されていた。給油口は先代までの車両右側から車両左側に変更された。
内装には本木目のパネルがふんだんに使われ、黄色系、ブラウン系、ダークブラウン系の3種類の木目色と、黒、赤、茶（タン）、白（エクリュ）の4種類のシート地が設定された（赤内装+黒木目は、特別塗装色であるコスモシルバーの専用設定内装色だった）。また、マークレビンソン社製のオーディオシステムがオプション設定された。一方、歴代ソアラに装備されていたデジタルメーターは採用されず、また、全車ATとなったことでサイドブレーキも先代までのハンドレバー式に代わって足踏み式が採用された。
日本国外では先代に引き続きレクサス・SCとして販売されていたが、レクサスは2005年から日本国内でも展開を開始し、同年8月には日本国内仕様の車名もレクサス・SCに変更されたことで、ソアラの名称は消滅した。

### 年表
2002年（平成14年）9月、ノーブルカラーエディションを追加。
2004年（平成16年）2月、平成17年基準排出ガス50％低減『新☆☆☆』を全車で達成（U-LEV）。
2004年（平成16年）5月、一部改良。EMVを01モデルから03モデル（G-BOOK対応）に変更。パワーシートをシートリクライニング・スライド機構に変更。
2005年（平成17年）7月、マイナーチェンジにあわせてレクサス・SCへ移行し、ソアラは4代24年の歴史に幕を閉じた。新車登録台数は6486台。

## パトカー仕様
1990年頃から静岡県警察交通機動隊でZ20型（3.0GT）が、暴走族取り締まり用覆面パトカーとして導入（寄贈）されていた。
1997年（平成9年）から、Z30系後期型が覆面パトカーとして北海道・青森県・警視庁・神奈川県・千葉県・埼玉県・栃木県・静岡県・愛知県・岐阜県・大阪府・鳥取県・高知県・長崎県・熊本県・宮崎県・沖縄県の高速道路交通警察隊に配備された。グレードは2.5GT-Tの5MT車で配備台数は20台。また、Z30系前期型のフェンダーミラー仕様車は白黒パトカーとして三重県警察に導入された。

## レース・モータースポーツ活動など

### Z10型
JAF戦においての話に限定すると、Z10系が坂東商会よりJSSに参戦していたが、それ以外は目立ったレース活動はZ40系がレクサスSC430として出場するまで見られなかった。
その一方、チューニングベースとしては多方面の需要が存在した。
1980年代前半においての各自動車雑誌主催の谷田部での最高速トライアルにて日産のL28型搭載車（主に日産・フェアレディZ）と並びBNR32型スカイラインGT-R登場まで最高速トライ用ベース車として使用されていた。なかでも有名なのはトラストチューンのMZ11型ソアラで最終的には空力的に不利なボディ形状ながら312km/hを突破するほどの改造車であった。
D1グランプリにエンジンとトランスミッションをJZ系の物に換装した車両も参戦していた。
また、この時期のトヨタ車の特徴として、多彩なエンジンバリエーションがあったことから、Z10、20系ではM型やG型エンジンからJZ型エンジンへ換装するチューニングも見られ、後発の車両に負けないパフォーマンスを見せるものもある。特に20系ソアラは70系スープラとの共有部品が多いこともあり、この点でも改造や換装が容易い。

### Z30型
モータースポーツでは、ドリフト競技などへの参加が特に目立つ。特にVERTEX T&E Co.,Ltd (株式会社ティーアンドイー）の上野選手はD1グランプリに於いて長期にわたりZ30型ソアラで参戦していた。また、全日本GT選手権のベース車になることも検討されたが、スープラの開発主査の方が熱心だったことでベース車はスープラになることが決定された。
チューニング耐性の高い1JZ-GTEを搭載した2.5Lモデル（JZZ30系）には5MTの設定もあり、またJZA80スープラ純正のゲトラグ社製6速MTがほぼ無加工にて換装が可能なため、さまざまなジャンルのチューニングベースに用いられる。

### Z40型
40系はブランドチェンジしたレクサスSC430がSUPER GTやD1グランプリでエンジンスワップをされ活躍しているが、ユーザーレベルではモデルチェンジにより車格や価格が上がったことで外装以外で手を加えるものが少ない。しかし、かつてはTOM'Sなどからスーパーチャージャーキットが発売されていた。

## 車名の由来
英語で最上級グライダーを示す「Soarer」に由来する。本来「Soarer」は「ソーラー」と発音するが、「正規の発音では読みづらい」というトヨタ社内の意見から、読みを若干変え「ソアラ」と読ませることにしたという。
ちなみに当初の段階では「ソアラ」以外に「メキラ」「フェニックス」の2案が検討されていた。「メキラ」は仏教の十二神将の中にある「迷企羅大将」に由来するが、「名称がゴジラやモスラといった怪獣をイメージさせる」として退けられた。「フェニックス」は文字通り「不死鳥」の意であるが、「"死"の文字が入るのは問題」という理由に加え「車名としては長すぎる」として却下された。
また「ソアラ」の商標登録を巡っては、当時既にスズキが「ソーラー（solar）」を登録しており、「類似商標が先願されている」として一度申請が却下された経緯がある。これについては、スズキとの交渉で「ソーラー」の商標を「相場の3倍ほどの値段で譲ってもらう」ことで解決したという。